# Vuelta a Burgos 2021
La 43.ª edición de la Vuelta a Burgos fue una carrera de ciclismo en ruta por etapas que se celebró entre el 3 y el 7 de agosto de 2021 en la provincia de Burgos en España, con inicio en la ciudad de Burgos y final en el puerto de montaña de Lagunas de Neila sobre un recorrido de 804 kilómetros.
La carrera formó parte del UCI ProSeries 2021, calendario ciclístico mundial de segunda división, dentro de la categoría UCI 2.Pro. También es una prueba puntuable para la Copa de España de Ciclismo Profesional 2021. El vencedor final fue el español Mikel Landa del Bahrain Victorious, quien estuvo acompañado en el podio, como segundo y tercer clasificado respectivamente, por el italiano Fabio Aru del Qhubeka NextHash y el ucraniano Mark Padun, compañero de equipo del ganador.

## Equipos participantes
Tomaron parte en la carrera 21 equipos: 13 de categoría UCI WorldTeam y 8 de categoría UCI ProTeam. Formaron así un pelotón de 146 ciclistas de los que acabaron 126. Los equipos participantes fueron:
| WorldTeams (13)- Bahrain Victorious - Ineos Grenadiers - Movistar Team - Astana-Premier Tech - Bora-Hansgrohe - EF Education-Nippo - Groupama-FDJ - Israel Start-Up Nation - Team BikeExchange - UAE Team Emirates - Qhubeka NextHash - AG2R Citroën Team - Team DSM ProTeams (8)- Alpecin-Fenix - Burgos-BH - TotalEnergies - Arkéa-Samsic - Caja Rural-Seguros RGA - Equipo Kern Pharma - Euskaltel-Euskadi - Eolo-Kometa |
| |

## Recorrido
La Vuelta a Burgos dispuso de cinco etapas para un recorrido total de 804 kilómetros.
| Etapa     | Fecha    | Recorrido                                  | type                   | Distancia (km) | Ganador               | Líder                     |
| --------- | -------- | ------------------------------------------ | ---------------------- | -------------- | --------------------- | ------------------------- |
| 1.ª etapa | 3 de ago | Burgos – Burgos                            | etapa de media montaña | 161            | Edward Planckaert     | Edward Planckaert         |
| 2.ª etapa | 4 de ago | Tardajos – Briviesca                       | etapa escarpada        | 175            | Juan Sebastián Molano | Gonzalo Serrano Rodríguez |
| 3.ª etapa | 5 de ago | Busto de Bureba – Espinosa de los Monteros | etapa de montaña       | 173            | Romain Bardet         | Romain Bardet             |
| 4.ª etapa | 6 de ago | Roa – Aranda de Duero                      | etapa llana            | 149            | Juan Sebastián Molano | Romain Bardet             |
| 5.ª etapa | 7 de ago | Comunero de Revenga – Lagunas de Neila     | etapa de montaña       | 146            | Hugh Carthy           | Mikel Landa               |

### 1.ª etapa
| Burgos - Burgos | etapa de media montaña | (161 km) |

| \| Clasificación de la etapa \| Clasificación de la etapa \| Clasificación de la etapa \| Clasificación de la etapa \| Clasificación de la etapa \| \| Ciclista \| Ciclista \| Equipo \| Tiempo \| \| \| ------------------------- \| ------------------------- \| ------------------------- \| ------------------------- \| ------------------------- \| \| 1.º \| Edward Planckaert \| Alpecin-Fenix \| 3 h 34 min 42 s \| \| \| 2.º \| Gonzalo Serrano Rodríguez \| Movistar Team \| + 0 s \| \| \| 3.º \| Vincenzo Albanese \| Eolo-Kometa \| + 1 s \| \| \| 4.º \| Santiago Buitrago \| Bahrain Victorious \| + 1 s \| \| \| 5.º \| Romain Bardet \| Team DSM \| + 3 s \| \| \| 6.º \| Robert Stannard \| BikeExchange \| + 9 s \| \| \| 7.º \| Miguel Flórez López \| Arkéa-Samsic \| + 9 s \| \| \| 8.º \| Jetse Bol \| Burgos-BH \| + 9 s \| \| \| 9.º \| Mikel Landa \| Bahrain Victorious \| + 9 s \| \| \| 10.º \| Kévin Ledanois \| Arkéa-Samsic \| + 9 s \| \| |                           |                    |                 |
| |                           |                    |                 |
| Fuente: ProCyclingStats |                           |                    |                 |
| Clasificación de la etapa |                           |                    |                 |
| Ciclista | Ciclista                  | Equipo             | Tiempo          |
| 1.º | Edward Planckaert         | Alpecin-Fenix      | 3 h 34 min 42 s |
| 2.º | Gonzalo Serrano Rodríguez | Movistar Team      | + 0 s           |
| 3.º | Vincenzo Albanese         | Eolo-Kometa        | + 1 s           |
| 4.º | Santiago Buitrago         | Bahrain Victorious | + 1 s           |
| 5.º | Romain Bardet             | Team DSM           | + 3 s           |
| 6.º | Robert Stannard           | BikeExchange       | + 9 s           |
| 7.º | Miguel Flórez López       | Arkéa-Samsic       | + 9 s           |
| 8.º | Jetse Bol                 | Burgos-BH          | + 9 s           |
| 9.º | Mikel Landa               | Bahrain Victorious | + 9 s           |
| 10.º | Kévin Ledanois            | Arkéa-Samsic       | + 9 s           |

| \| Clasificación general \| Clasificación general \| Clasificación general \| Clasificación general \| Clasificación general \| \| Ciclista \| Ciclista \| Equipo \| Tiempo \| \| \| --------------------- \| ------------------------- \| --------------------- \| --------------------- \| --------------------- \| \| 1.º \| Edward Planckaert \| Alpecin-Fenix \| 3 h 34 min 42 s \| \| \| 2.º \| Gonzalo Serrano Rodríguez \| Movistar Team \| + 0 s \| \| \| 3.º \| Vincenzo Albanese \| Eolo-Kometa \| + 1 s \| \| \| 4.º \| Santiago Buitrago \| Bahrain Victorious \| + 1 s \| \| \| 5.º \| Romain Bardet \| Team DSM \| + 3 s \| \| \| 6.º \| Robert Stannard \| BikeExchange \| + 9 s \| \| \| 7.º \| Miguel Flórez López \| Arkéa-Samsic \| + 9 s \| \| \| 8.º \| Jetse Bol \| Burgos-BH \| + 9 s \| \| \| 9.º \| Mikel Landa \| Bahrain Victorious \| + 9 s \| \| \| 10.º \| Kévin Ledanois \| Arkéa-Samsic \| + 9 s \| \| |                           |                    |                 |
| |                           |                    |                 |
| Fuente: ProCyclingStats |                           |                    |                 |
| Clasificación general |                           |                    |                 |
| Ciclista | Ciclista                  | Equipo             | Tiempo          |
| 1.º | Edward Planckaert         | Alpecin-Fenix      | 3 h 34 min 42 s |
| 2.º | Gonzalo Serrano Rodríguez | Movistar Team      | + 0 s           |
| 3.º | Vincenzo Albanese         | Eolo-Kometa        | + 1 s           |
| 4.º | Santiago Buitrago         | Bahrain Victorious | + 1 s           |
| 5.º | Romain Bardet             | Team DSM           | + 3 s           |
| 6.º | Robert Stannard           | BikeExchange       | + 9 s           |
| 7.º | Miguel Flórez López       | Arkéa-Samsic       | + 9 s           |
| 8.º | Jetse Bol                 | Burgos-BH          | + 9 s           |
| 9.º | Mikel Landa               | Bahrain Victorious | + 9 s           |
| 10.º | Kévin Ledanois            | Arkéa-Samsic       | + 9 s           |

### 2.ª etapa
| Tardajos - Briviesca | etapa escarpada | (175 km) |

| \| Clasificación de la etapa \| Clasificación de la etapa \| Clasificación de la etapa \| Clasificación de la etapa \| Clasificación de la etapa \| \| Ciclista \| Ciclista \| Equipo \| Tiempo \| \| \| ------------------------- \| --------------------------- \| ------------------------- \| ------------------------- \| ------------------------- \| \| 1.º \| Juan Sebastián Molano \| UAE Team Emirates \| 3 h 55 min 39 s \| \| \| 2.º \| Alberto Dainese \| Team DSM \| + 0 s \| \| \| 3.º \| Matteo Trentin \| UAE Team Emirates \| + 0 s \| \| \| 4.º \| Jordi Meeus \| Bora-Hansgrohe \| + 0 s \| \| \| 5.º \| Jon Aberasturi \| Caja Rural-Seguros RGA \| + 0 s \| \| \| 6.º \| Reinardt Janse van Rensburg \| Qhubeka NextHash \| + 0 s \| \| \| 7.º \| Itamar Einhorn \| Israel Start-Up Nation \| + 0 s \| \| \| 8.º \| Christopher Lawless \| TotalEnergies \| + 0 s \| \| \| 9.º \| Marc Sarreau \| AG2R Citroën Team \| + 0 s \| \| \| 10.º \| Gonzalo Serrano Rodríguez \| Movistar Team \| + 0 s \| \| |                             |                        |                 |
| |                             |                        |                 |
| Fuente: ProCyclingStats |                             |                        |                 |
| Clasificación de la etapa |                             |                        |                 |
| Ciclista | Ciclista                    | Equipo                 | Tiempo          |
| 1.º | Juan Sebastián Molano       | UAE Team Emirates      | 3 h 55 min 39 s |
| 2.º | Alberto Dainese             | Team DSM               | + 0 s           |
| 3.º | Matteo Trentin              | UAE Team Emirates      | + 0 s           |
| 4.º | Jordi Meeus                 | Bora-Hansgrohe         | + 0 s           |
| 5.º | Jon Aberasturi              | Caja Rural-Seguros RGA | + 0 s           |
| 6.º | Reinardt Janse van Rensburg | Qhubeka NextHash       | + 0 s           |
| 7.º | Itamar Einhorn              | Israel Start-Up Nation | + 0 s           |
| 8.º | Christopher Lawless         | TotalEnergies          | + 0 s           |
| 9.º | Marc Sarreau                | AG2R Citroën Team      | + 0 s           |
| 10.º | Gonzalo Serrano Rodríguez   | Movistar Team          | + 0 s           |

| \| Clasificación general \| Clasificación general \| Clasificación general \| Clasificación general \| Clasificación general \| \| Ciclista \| Ciclista \| Equipo \| Tiempo \| \| \| --------------------- \| ------------------------- \| ---------------------- \| --------------------- \| --------------------- \| \| 1.º \| Gonzalo Serrano Rodríguez \| Movistar Team \| 7 h 30 min 21 s \| \| \| 2.º \| Edward Planckaert \| Alpecin-Fenix \| + 0 s \| \| \| 3.º \| Vincenzo Albanese \| Eolo-Kometa \| + 1 s \| \| \| 4.º \| Santiago Buitrago \| Bahrain Victorious \| + 1 s \| \| \| 5.º \| Romain Bardet \| Team DSM \| + 3 s \| \| \| 6.º \| Robert Stannard \| BikeExchange \| + 9 s \| \| \| 7.º \| Jetse Bol \| Burgos-BH \| + 9 s \| \| \| 8.º \| Mikel Landa \| Bahrain Victorious \| + 9 s \| \| \| 9.º \| Miguel Flórez López \| Arkéa-Samsic \| + 9 s \| \| \| 10.º \| Jonathan Lastra \| Caja Rural-Seguros RGA \| + 9 s \| \| |                           |                        |                 |
| |                           |                        |                 |
| Fuente: ProCyclingStats |                           |                        |                 |
| Clasificación general |                           |                        |                 |
| Ciclista | Ciclista                  | Equipo                 | Tiempo          |
| 1.º | Gonzalo Serrano Rodríguez | Movistar Team          | 7 h 30 min 21 s |
| 2.º | Edward Planckaert         | Alpecin-Fenix          | + 0 s           |
| 3.º | Vincenzo Albanese         | Eolo-Kometa            | + 1 s           |
| 4.º | Santiago Buitrago         | Bahrain Victorious     | + 1 s           |
| 5.º | Romain Bardet             | Team DSM               | + 3 s           |
| 6.º | Robert Stannard           | BikeExchange           | + 9 s           |
| 7.º | Jetse Bol                 | Burgos-BH              | + 9 s           |
| 8.º | Mikel Landa               | Bahrain Victorious     | + 9 s           |
| 9.º | Miguel Flórez López       | Arkéa-Samsic           | + 9 s           |
| 10.º | Jonathan Lastra           | Caja Rural-Seguros RGA | + 9 s           |

### 3.ª etapa
| Busto de Bureba - Espinosa de los Monteros | etapa de montaña | (173 km) |

| \| Clasificación de la etapa \| Clasificación de la etapa \| Clasificación de la etapa \| Clasificación de la etapa \| Clasificación de la etapa \| \| Ciclista \| Ciclista \| Equipo \| Tiempo \| \| \| ------------------------- \| ---------------------------- \| ------------------------- \| ------------------------- \| ------------------------- \| \| 1.º \| Romain Bardet \| Team DSM \| 4 h 14 min 14 s \| \| \| 2.º \| Domenico Pozzovivo \| Qhubeka NextHash \| + 39 s \| \| \| 3.º \| Mikel Landa \| Bahrain Victorious \| + 39 s \| \| \| 4.º \| Mikel Nieve \| BikeExchange \| + 39 s \| \| \| 5.º \| Tobias Bayer \| Alpecin-Fenix \| + 50 s \| \| \| 6.º \| Mark Padun \| Bahrain Victorious \| + 50 s \| \| \| 7.º \| Fabio Aru \| Qhubeka NextHash \| + 50 s \| \| \| 8.º \| Aleksandr Vlásov \| Astana-Premier Tech \| + 50 s \| \| \| 9.º \| David de la Cruz \| UAE Team Emirates \| + 50 s \| \| \| 10.º \| Óscar Rodríguez Garaicoechea \| Astana-Premier Tech \| + 50 s \| \| |                              |                     |                 |
| |                              |                     |                 |
| Fuente: ProCyclingStats |                              |                     |                 |
| Clasificación de la etapa |                              |                     |                 |
| Ciclista | Ciclista                     | Equipo              | Tiempo          |
| 1.º | Romain Bardet                | Team DSM            | 4 h 14 min 14 s |
| 2.º | Domenico Pozzovivo           | Qhubeka NextHash    | + 39 s          |
| 3.º | Mikel Landa                  | Bahrain Victorious  | + 39 s          |
| 4.º | Mikel Nieve                  | BikeExchange        | + 39 s          |
| 5.º | Tobias Bayer                 | Alpecin-Fenix       | + 50 s          |
| 6.º | Mark Padun                   | Bahrain Victorious  | + 50 s          |
| 7.º | Fabio Aru                    | Qhubeka NextHash    | + 50 s          |
| 8.º | Aleksandr Vlásov             | Astana-Premier Tech | + 50 s          |
| 9.º | David de la Cruz             | UAE Team Emirates   | + 50 s          |
| 10.º | Óscar Rodríguez Garaicoechea | Astana-Premier Tech | + 50 s          |

| \| Clasificación general \| Clasificación general \| Clasificación general \| Clasificación general \| Clasificación general \| \| Ciclista \| Ciclista \| Equipo \| Tiempo \| \| \| --------------------- \| --------------------- \| --------------------- \| --------------------- \| --------------------- \| \| 1.º \| Romain Bardet \| Team DSM \| 12 h 22 min 00 s \| \| \| 2.º \| Mikel Landa \| Bahrain Victorious \| + 45 s \| \| \| 3.º \| Domenico Pozzovivo \| Qhubeka NextHash \| + 58 s \| \| \| 4.º \| Fabio Aru \| Qhubeka NextHash \| + 1 min 00 s \| \| \| 5.º \| David de la Cruz \| UAE Team Emirates \| + 1 min 00 s \| \| \| 6.º \| Geoffrey Bouchard \| AG2R Citroën Team \| + 1 min 00 s \| \| \| 7.º \| Mark Padun \| Bahrain Victorious \| + 1 min 05 s \| \| \| 8.º \| Pavel Sivakov \| Ineos Grenadiers \| + 1 min 07 s \| \| \| 9.º \| Santiago Buitrago \| Bahrain Victorious \| + 1 min 36 s \| \| \| 10.º \| Jaakko Hänninen \| AG2R Citroën Team \| + 1 min 45 s \| \| |                    |                    |                  |
| |                    |                    |                  |
| Fuente: ProCyclingStats |                    |                    |                  |
| Clasificación general |                    |                    |                  |
| Ciclista | Ciclista           | Equipo             | Tiempo           |
| 1.º | Romain Bardet      | Team DSM           | 12 h 22 min 00 s |
| 2.º | Mikel Landa        | Bahrain Victorious | + 45 s           |
| 3.º | Domenico Pozzovivo | Qhubeka NextHash   | + 58 s           |
| 4.º | Fabio Aru          | Qhubeka NextHash   | + 1 min 00 s     |
| 5.º | David de la Cruz   | UAE Team Emirates  | + 1 min 00 s     |
| 6.º | Geoffrey Bouchard  | AG2R Citroën Team  | + 1 min 00 s     |
| 7.º | Mark Padun         | Bahrain Victorious | + 1 min 05 s     |
| 8.º | Pavel Sivakov      | Ineos Grenadiers   | + 1 min 07 s     |
| 9.º | Santiago Buitrago  | Bahrain Victorious | + 1 min 36 s     |
| 10.º | Jaakko Hänninen    | AG2R Citroën Team  | + 1 min 45 s     |

### 4.ª etapa
| Roa - Aranda de Duero | etapa llana | (149 km) |

| \| Clasificación de la etapa \| Clasificación de la etapa \| Clasificación de la etapa \| Clasificación de la etapa \| Clasificación de la etapa \| \| Ciclista \| Ciclista \| Equipo \| Tiempo \| \| \| ------------------------- \| ------------------------- \| ------------------------- \| ------------------------- \| ------------------------- \| \| 1.º \| Juan Sebastián Molano \| UAE Team Emirates \| 3 h 20 min 28 s \| \| \| 2.º \| Jon Aberasturi \| Caja Rural-Seguros RGA \| + 0 s \| \| \| 3.º \| Vincenzo Albanese \| Eolo-Kometa \| + 0 s \| \| \| 4.º \| Matteo Trentin \| UAE Team Emirates \| + 0 s \| \| \| 5.º \| Jordi Meeus \| Bora-Hansgrohe \| + 0 s \| \| \| 6.º \| Marc Sarreau \| AG2R Citroën Team \| + 0 s \| \| \| 7.º \| Sacha Modolo \| Alpecin-Fenix \| + 0 s \| \| \| 8.º \| Gonzalo Serrano Rodríguez \| Movistar Team \| + 0 s \| \| \| 9.º \| Itamar Einhorn \| Israel Start-Up Nation \| + 0 s \| \| \| 10.º \| José Joaquín Rojas \| Movistar Team \| + 0 s \| \| |                           |                        |                 |
| |                           |                        |                 |
| Fuente: ProCyclingStats |                           |                        |                 |
| Clasificación de la etapa |                           |                        |                 |
| Ciclista | Ciclista                  | Equipo                 | Tiempo          |
| 1.º | Juan Sebastián Molano     | UAE Team Emirates      | 3 h 20 min 28 s |
| 2.º | Jon Aberasturi            | Caja Rural-Seguros RGA | + 0 s           |
| 3.º | Vincenzo Albanese         | Eolo-Kometa            | + 0 s           |
| 4.º | Matteo Trentin            | UAE Team Emirates      | + 0 s           |
| 5.º | Jordi Meeus               | Bora-Hansgrohe         | + 0 s           |
| 6.º | Marc Sarreau              | AG2R Citroën Team      | + 0 s           |
| 7.º | Sacha Modolo              | Alpecin-Fenix          | + 0 s           |
| 8.º | Gonzalo Serrano Rodríguez | Movistar Team          | + 0 s           |
| 9.º | Itamar Einhorn            | Israel Start-Up Nation | + 0 s           |
| 10.º | José Joaquín Rojas        | Movistar Team          | + 0 s           |

| \| Clasificación general \| Clasificación general \| Clasificación general \| Clasificación general \| Clasificación general \| \| Ciclista \| Ciclista \| Equipo \| Tiempo \| \| \| --------------------- \| --------------------- \| --------------------- \| --------------------- \| --------------------- \| \| 1.º \| Romain Bardet \| Team DSM \| 15 h 05 min 06 s \| \| \| 2.º \| Mikel Landa \| Bahrain Victorious \| + 45 s \| \| \| 3.º \| David de la Cruz \| UAE Team Emirates \| + 1 min 00 s \| \| \| 4.º \| Fabio Aru \| Qhubeka NextHash \| + 1 min 00 s \| \| \| 5.º \| Mark Padun \| Bahrain Victorious \| + 1 min 05 s \| \| \| 6.º \| Pavel Sivakov \| Ineos Grenadiers \| + 1 min 07 s \| \| \| 7.º \| Geoffrey Bouchard \| AG2R Citroën Team \| + 1 min 08 s \| \| \| 8.º \| Domenico Pozzovivo \| Qhubeka NextHash \| + 1 min 18 s \| \| \| 9.º \| Santiago Buitrago \| Bahrain Victorious \| + 1 min 41 s \| \| \| 10.º \| Jaakko Hänninen \| AG2R Citroën Team \| + 1 min 53 s \| \| |                    |                    |                  |
| |                    |                    |                  |
| Fuente: ProCyclingStats |                    |                    |                  |
| Clasificación general |                    |                    |                  |
| Ciclista | Ciclista           | Equipo             | Tiempo           |
| 1.º | Romain Bardet      | Team DSM           | 15 h 05 min 06 s |
| 2.º | Mikel Landa        | Bahrain Victorious | + 45 s           |
| 3.º | David de la Cruz   | UAE Team Emirates  | + 1 min 00 s     |
| 4.º | Fabio Aru          | Qhubeka NextHash   | + 1 min 00 s     |
| 5.º | Mark Padun         | Bahrain Victorious | + 1 min 05 s     |
| 6.º | Pavel Sivakov      | Ineos Grenadiers   | + 1 min 07 s     |
| 7.º | Geoffrey Bouchard  | AG2R Citroën Team  | + 1 min 08 s     |
| 8.º | Domenico Pozzovivo | Qhubeka NextHash   | + 1 min 18 s     |
| 9.º | Santiago Buitrago  | Bahrain Victorious | + 1 min 41 s     |
| 10.º | Jaakko Hänninen    | AG2R Citroën Team  | + 1 min 53 s     |

### 5.ª etapa
| Comunero de Revenga - Lagunas de Neila | etapa de montaña | (146 km) |

| \| Clasificación de la etapa \| Clasificación de la etapa \| Clasificación de la etapa \| Clasificación de la etapa \| Clasificación de la etapa \| \| Ciclista \| Ciclista \| Equipo \| Tiempo \| \| \| ------------------------- \| ------------------------- \| ------------------------- \| ------------------------- \| ------------------------- \| \| 1.º \| Hugh Carthy \| EF Education-Nippo \| 3 h 23 min 53 s \| \| \| 2.º \| Einer Rubio \| Movistar Team \| + 5 s \| \| \| 3.º \| Simon Yates \| BikeExchange \| + 7 s \| \| \| 4.º \| Egan Bernal \| Ineos Grenadiers \| + 13 s \| \| \| 5.º \| Jay Vine \| Alpecin-Fenix \| + 14 s \| \| \| 6.º \| Mikel Landa \| Bahrain Victorious \| + 16 s \| \| \| 7.º \| Santiago Buitrago \| Bahrain Victorious \| + 29 s \| \| \| 8.º \| Fabio Aru \| Qhubeka NextHash \| + 37 s \| \| \| 9.º \| Mark Padun \| Bahrain Victorious \| + 39 s \| \| \| 10.º \| Mikel Bizkarra \| Euskaltel-Euskadi \| + 43 s \| \| |                   |                    |                 |
| |                   |                    |                 |
| Fuente: ProCyclingStats |                   |                    |                 |
| Clasificación de la etapa |                   |                    |                 |
| Ciclista | Ciclista          | Equipo             | Tiempo          |
| 1.º | Hugh Carthy       | EF Education-Nippo | 3 h 23 min 53 s |
| 2.º | Einer Rubio       | Movistar Team      | + 5 s           |
| 3.º | Simon Yates       | BikeExchange       | + 7 s           |
| 4.º | Egan Bernal       | Ineos Grenadiers   | + 13 s          |
| 5.º | Jay Vine          | Alpecin-Fenix      | + 14 s          |
| 6.º | Mikel Landa       | Bahrain Victorious | + 16 s          |
| 7.º | Santiago Buitrago | Bahrain Victorious | + 29 s          |
| 8.º | Fabio Aru         | Qhubeka NextHash   | + 37 s          |
| 9.º | Mark Padun        | Bahrain Victorious | + 39 s          |
| 10.º | Mikel Bizkarra    | Euskaltel-Euskadi  | + 43 s          |

## Clasificaciones finales
- Las clasificaciones finalizaron de la siguiente forma:[4]

### Clasificación general
| \| Clasificación general \| Clasificación general \| Clasificación general \| Clasificación general \| Clasificación general \| \| Ciclista \| Ciclista \| Equipo \| Tiempo \| \| \| --------------------- \| --------------------- \| --------------------- \| --------------------- \| --------------------- \| \| 1.º \| Mikel Landa \| Bahrain Victorious \| 18 h 30 min 00 s \| \| \| 2.º \| Fabio Aru \| Qhubeka NextHash \| + 36 s \| \| \| 3.º \| Mark Padun \| Bahrain Victorious \| + 43 s \| \| \| 4.º \| Pavel Sivakov \| Ineos Grenadiers \| + 49 s \| \| \| 5.º \| David de la Cruz \| UAE Team Emirates \| + 51 s \| \| \| 6.º \| Romain Bardet \| Team DSM \| + 53 s \| \| \| 7.º \| Einer Rubio \| Movistar Team \| + 58 s \| \| \| 8.º \| Santiago Buitrago \| Bahrain Victorious \| + 1 min 09 s \| \| \| 9.º \| Geoffrey Bouchard \| AG2R Citroën Team \| + 1 min 21 s \| \| \| 10.º \| Sébastien Reichenbach \| Groupama-FDJ \| + 1 min 39 s \| \| |                       |                    |                  |
| |                       |                    |                  |
| Fuente: ProCyclingStats |                       |                    |                  |
| Clasificación general |                       |                    |                  |
| Ciclista | Ciclista              | Equipo             | Tiempo           |
| 1.º | Mikel Landa           | Bahrain Victorious | 18 h 30 min 00 s |
| 2.º | Fabio Aru             | Qhubeka NextHash   | + 36 s           |
| 3.º | Mark Padun            | Bahrain Victorious | + 43 s           |
| 4.º | Pavel Sivakov         | Ineos Grenadiers   | + 49 s           |
| 5.º | David de la Cruz      | UAE Team Emirates  | + 51 s           |
| 6.º | Romain Bardet         | Team DSM           | + 53 s           |
| 7.º | Einer Rubio           | Movistar Team      | + 58 s           |
| 8.º | Santiago Buitrago     | Bahrain Victorious | + 1 min 09 s     |
| 9.º | Geoffrey Bouchard     | AG2R Citroën Team  | + 1 min 21 s     |
| 10.º | Sébastien Reichenbach | Groupama-FDJ       | + 1 min 39 s     |

### Clasificación de la montaña
| Clasificación de la montaña | Clasificación de la montaña | Clasificación de la montaña | Clasificación de la montaña | Clasificación de la montaña |
| Ciclista                    | Ciclista                    | Equipo                      | Puntos                      |                             |
| --------------------------- | --------------------------- | --------------------------- | --------------------------- | --------------------------- |
| 1.º                         | Romain Bardet               | Team DSM                    | 30 pts                      |                             |
| 2.º                         | Hugh Carthy                 | EF Education-Nippo          | 30 pts                      |                             |
| 3.º                         | Mikel Landa                 | Bahrain Victorious          | 30 pts                      |                             |
| 4.º                         | Einer Rubio                 | Movistar Team               | 25 pts                      |                             |
| 5.º                         | Geoffrey Bouchard           | AG2R Citroën Team           | 25 pts                      |                             |

### Clasificación por puntos
| Clasificación por puntos | Clasificación por puntos | Clasificación por puntos | Clasificación por puntos | Clasificación por puntos |
| Ciclista                 | Ciclista                 | Equipo                   | Puntos                   |                          |
| ------------------------ | ------------------------ | ------------------------ | ------------------------ | ------------------------ |
| 1.º                      | Juan Sebastián Molano    | UAE Team Emirates        | 50 pts                   |                          |
| 2.º                      | Romain Bardet            | Team DSM                 | 37 pts                   |                          |
| 3.º                      | Mikel Landa              | Bahrain Victorious       | 33 pts                   |                          |
| 4.º                      | Vincenzo Albanese        | Eolo-Kometa              | 32 pts                   |                          |
| 5.º                      | Jon Aberasturi           | Caja Rural-Seguros RGA   | 32 pts                   |                          |

### Clasificación de los jóvenes
| Clasificación del mejor joven | Clasificación del mejor joven | Clasificación del mejor joven | Clasificación del mejor joven | Clasificación del mejor joven |
| Ciclista                      | Ciclista                      | Equipo                        | Tiempo                        |                               |
| ----------------------------- | ----------------------------- | ----------------------------- | ----------------------------- | ----------------------------- |
| 1.º                           | Einer Rubio                   | Movistar Team                 | 18 h 30 min 58 s              |                               |
| 2.º                           | Santiago Buitrago             | Bahrain Victorious            | + 11 s                        |                               |
| 3.º                           | Andrés Camilo Ardila          | UAE Team Emirates             | + 1 min 44 s                  |                               |
| 4.º                           | Tobias Bayer                  | Alpecin-Fenix                 | + 3 min 42 s                  |                               |
| 5.º                           | Roger Adrià                   | Equipo Kern Pharma            | + 3 min 42 s                  |                               |

### Clasificación por equipos
| Clasificación por equipos | Clasificación por equipos | Clasificación por equipos | Clasificación por equipos |
| Equipo                    | Equipo                    | Tiempo                    |                           |
| ------------------------- | ------------------------- | ------------------------- | ------------------------- |
| 1.º                       | Bahrain Victorious        | 55 h 31 min 44 s          |                           |
| 2.º                       | Astana-Premier Tech       | + 7 min 40 s              |                           |
| 3.º                       | Movistar Team             | + 8 min 53 s              |                           |
| 4.º                       | UAE Team Emirates         | + 8 min 57 s              |                           |
| 5.º                       | AG2R Citroën Team         | + 9 min 44 s              |                           |

## Evolución de las clasificaciones
| Etapa                   | Vencedor                | Clasificación general | Clasificación de la montaña | Clasificación por puntos | Clasificación de los jóvenes | Clasificación por equipos |
| ----------------------- | ----------------------- | --------------------- | --------------------------- | ------------------------ | ---------------------------- | ------------------------- |
| 1.ª                     | Edward Planckaert       | Edward Planckaert     | Edward Planckaert           | Edward Planckaert        | Santiago Buitrago            | Bahrain Victorious        |
| 2.ª                     | Juan Sebastián Molano   | Gonzalo Serrano       | Edward Planckaert           | Edward Planckaert        | Santiago Buitrago            | Bahrain Victorious        |
| 3.ª                     | Romain Bardet           | Romain Bardet         | Romain Bardet               | Romain Bardet            | Santiago Buitrago            | Bahrain Victorious        |
| 4.ª                     | Juan Sebastián Molano   | Romain Bardet         | Romain Bardet               | Juan Sebastián Molano    | Santiago Buitrago            | Bahrain Victorious        |
| 5.ª                     | Hugh Carthy             | Mikel Landa           | Romain Bardet               | Juan Sebastián Molano    | Einer Rubio                  | Bahrain Victorious        |
| Clasificaciones finales | Clasificaciones finales | Mikel Landa           | Romain Bardet               | Juan Sebastián Molano    | Einer Rubio                  | Bahrain Victorious        |

## Ciclistas participantes y posiciones finales
Convenciones:
- AB-N: Abandono en la etapa "N"
- FLT-N: Retiro por arribo fuera del límite de tiempo en la etapa "N"
- NTS-N: No tomó la salida para la etapa "N"
- DES-N: Descalificado o expulsado en la etapa "N"

## UCI World Ranking
La Vuelta a Burgos otorgó puntos para el UCI World Ranking para corredores de los equipos en las categorías UCI WorldTeam, UCI ProTeam y Continental. Las siguientes tablas son el baremo de puntuación y los 10 corredores que obtuvieron más puntos:
| Posición              | 1.º | 2.º | 3.º | 4.º | 5.º | 6.º | 7.º | 8.º | 9.º | 10.º | 11.º | 12.º | 13.º | 14.º | 15.º | 16.º-30.º | 31.º-40.º |
| Clasificación general | 200 | 150 | 125 | 100 | 85  | 70  | 60  | 50  | 40  | 35   | 30   | 25   | 20   | 15   | 10   | 5         | 3         |
| Por etapa             | 20  | 10  | 5   |     |     |     |     |     |     |      |      |      |      |      |      |           |           |
| Líder                 | 5   |     |     |     |     |     |     |     |     |      |      |      |      |      |      |           |           |

| Clasificación |                       |                    |         |       |       |       |
| Posición      | Ciclista              | Equipo             | General | Etapa | Líder | Total |
| ------------- | --------------------- | ------------------ | ------- | ----- | ----- | ----- |
| 1.º           | Mikel Landa           | Bahrain Victorious | 200     | 5     | -     | 205   |
| 2.º           | Fabio Aru             | Qhubeka NextHash   | 150     | -     | -     | 150   |
| 3.º           | Mark Padun            | Bahrain Victorious | 125     | -     | -     | 125   |
| 4.º           | Pavel Sivakov         | INEOS Grenadiers   | 100     | -     | -     | 100   |
| 5.º           | Romain Bardet         | DSM                | 70      | 20    | 10    | 100   |
| 6.º           | David de la Cruz      | UAE Emirates       | 85      | -     | -     | 85    |
| 7.º           | Einer Rubio           | Movistar           | 60      | 10    | -     | 70    |
| 8.º           | Santiago Buitrago     | Bahrain Victorious | 50      | -     | -     | 50    |
| 9.º           | Geoffrey Bouchard     | AG2R Citroën       | 40      | -     | -     | 40    |
| 10.º          | Juan Sebastián Molano | UAE Emirates       | -       | 40    | -     | 40    |